# Candidature olimpiche
Con candidature olimpiche si intendono tutte le città che hanno preso parte ai processi di selezione per l'organizzazione dei Giochi olimpici, invernali o estivi. 
In totale le Olimpiadi si sono svolte finora in 44 diverse città: otto volte in Estremo Oriente (Tokyo 1964 e 2020, Seul 1988, Pechino 2008 e 2022, Sapporo 1972, Nagano 1998, Pyeongchang 2018), tre volte in Oceania (Melbourne 1956, Sydney 2000, Brisbane 2032), due nell'Europa orientale (Mosca 1980, Soči 2014), 1 volta in America centrale (Città del Messico 1968) e in Sud America (Rio de Janeiro 2016). Tutte le altre edizioni sono sempre state ripartite tra Europa (quindici estive e tredici invernali) e Nord America (cinque estive e sei invernali). Nessuna città africana, centro-asiatica né del sud dell'Asia ha mai ospitato un'Olimpiade.

## Procedura di scelta
Dal 1999 la scelta della città olimpica, uguale sia per le edizioni estive che per quelle invernali, ha una sua procedura in parte codificata nella Carta Olimpica, e consiste in due fasi:
- nella prima, le "applicant cities", dopo aver ottenuto il sostegno dal proprio comitato olimpico nazionale e dalle istituzioni, devono rispondere a un questionario del CIO riguardante vari aspetti della candidatura. Una volta avute tutte le risposte, il CIO redige una short-list delle città coi migliori risultati ammesse alla seconda fase. Solo esse possono fregiarsi del titolo di "città candidata" e apporre nel logo di candidatura i cinque cerchi della bandiera olimpica.
- Nella seconda, le città candidate rispondono a un secondo questionario, più ampio del primo, che viene poi valutato da un'apposita commissione creata ad hoc dal CIO. Essa poi effettua in tali città un'ispezione, i cui risultati sono comunicati un mese prima della scelta. Durante la sessione annuale del CIO, in questo caso da tenersi in un luogo neutro rispetto alle candidate, i membri di esso votano la città che ospiterà le Olimpiadi, e che viene annunciata solennemente dal presidente dell'ente olimpico. Infine, viene firmato il contratto tra CIO e città ospitante.

## Tabelle
Presentiamo due tabelle relative alle due versioni dei Giochi che informano riguardo alle città e Paesi coinvolti per ogni edizione olimpica, indicando anche luogo, data e congresso in cui il Comitato Olimpico Internazionale ha formalizzato la decisione.

### Giochi olimpici estivi
| Edizione | Anno          | Città candidate        | Città candidate                                                                                 | Applicant cities | Congresso CIO                          |
| Edizione | Anno          | Città organizzatrice   | Altre                                                                                           | Applicant cities | Congresso CIO                          |
| -------- | ------------- | ---------------------- | ----------------------------------------------------------------------------------------------- | --- | -------------------------------------- |
| I        | 1896          | Atene                  |                                                                                                 | | 1º Parigi (23 giugno 1894)             |
| II       | 1900          | Parigi                 |                                                                                                 | | 1º Parigi (23 giugno 1894)             |
| III      | 1904          | Chicago ( Saint Louis) |                                                                                                 | | 4º Parigi (22 maggio 1901)             |
| IV       | 1908          | Roma ( Londra)         | Berlino Milano                                                                                  | | 6º Londra (giugno, 1904)               |
| V        | 1912          | Stoccolma              |                                                                                                 | | 10º Berlino (27 maggio 1909)           |
| VI       | 1916          | Berlino                | Alessandria d'Egitto Amsterdam Bruxelles Budapest Cleveland                                     | | 14º Stoccolma (27 maggio 1912)         |
| VII      | 1920          | Anversa                | Amsterdam Atlanta Budapest Cleveland L'Avana Filadelfia                                         | Lione | 17º Losanna (5 aprile 1919)            |
| VIII     | 1924          | Parigi                 | Amsterdam Barcellona Los Angeles Praga Roma                                                     | | 19º Losanna (2 giugno 1921)            |
| IX       | 1928          | Amsterdam              | Los Angeles                                                                                     | | 19º Losanna (2 giugno 1921)            |
| X        | 1932          | Los Angeles            |                                                                                                 | | 21º Roma (aprile 1923)                 |
| XI       | 1936          | Berlino                | Barcellona                                                                                      | Alessandria d'Egitto Budapest Buenos Aires Colonia Dublino Francoforte sul Meno Helsinki Losanna Norimberga Rio de Janeiro Roma | 30º Losanna (13 maggio 1931)           |
| XII      | 1940          | Tokyo ( Helsinki)      | Barcellona Roma                                                                                 | | 35º Berlino (31 luglio 1936)           |
| XIII     | 1944          | Londra                 | Atene Budapest Detroit Helsinki Losanna Montréal Roma                                           | | 38º Londra (9 giugno 1939)             |
| XIV      | 1948          | Londra                 | Baltimora Losanna Los Angeles Minneapolis Filadelfia                                            | | 39º Losanna (settembre 1946)           |
| XV       | 1952          | Helsinki               | Amsterdam Chicago Detroit Los Angeles Minneapolis Filadelfia                                    | | 40º Stoccolma (21 giugno 1947)         |
| XVI      | 1956          | Melbourne Stoccolma    | Buenos Aires Chicago Detroit Los Angeles Città del Messico Minneapolis Filadelfia San Francisco | | 43º Roma (28 aprile 1949)              |
| XVII     | 1960          | Roma                   | Bruxelles Budapest Detroit Losanna Città del Messico Tokyo                                      | | 50º Parigi (15 giugno 1955)            |
| XVIII    | 1964          | Tokyo                  | Montréal Detroit Vienna                                                                         | | 55º Monaco di Baviera (26 maggio 1959) |
| XIX      | 1968          | Città del Messico      | Buenos Aires Detroit Lione                                                                      | | 60º Baden-Baden (18 ottobre 1963)      |
| XX       | 1972          | Monaco di Baviera      | Detroit Madrid Montréal                                                                         | | 64º Roma (26 aprile 1966)              |
| XXI      | 1976          | Montréal               | Los Angeles Mosca                                                                               | | 69º Amsterdam (12 maggio 1970)         |
| XXII     | 1980          | Mosca                  | Los Angeles                                                                                     | | 75º Vienna (23 ottobre 1974)           |
| XXIII    | 1984          | Los Angeles            |                                                                                                 | | 80º Atene (18 maggio 1978)             |
| XXIV     | 1988          | Seul                   | Nagoya                                                                                          | | 84º Baden-Baden (30 settembre 1981)    |
| XXV      | 1992          | Barcellona             | Amsterdam Belgrado Birmingham Brisbane Parigi                                                   | | 91º Losanna (17 ottobre 1986)          |
| XXVI     | 1996          | Atlanta                | Atene Belgrado Manchester Melbourne Toronto                                                     | | 96º Tokyo (18 settembre 1990)          |
| XXVII    | 2000          | Sydney                 | Pechino Berlino Istanbul Manchester                                                             | | 101º Montecarlo (23 settembre 1993)    |
| XXVIII   | 2004          | Atene                  | Buenos Aires Città del Capo Roma Stoccolma                                                      | Istanbul Lilla Rio de Janeiro San Pietroburgo San Juan Siviglia                                                                 | 106º Losanna (5 settembre 1997)        |
| XXIX     | 2008 dettagli | Pechino                | Istanbul Osaka Parigi Toronto                                                                   | Bangkok Il Cairo L'Avana Kuala Lumpur Siviglia                                                                                  | 112º Mosca (12 luglio 2001)            |
| XXX      | 2012 dettagli | Londra                 | Madrid Mosca New York Parigi                                                                    | L'Avana Istanbul Lipsia Rio de Janeiro                                                                                          | 117º Singapore (6 luglio 2005)         |
| XXXI     | 2016 dettagli | Rio de Janeiro         | Chicago Madrid Tokyo                                                                            | Baku Doha Praga | 121º Copenaghen (2 ottobre 2009)       |
| XXXII    | 2020 dettagli | Tokyo                  | Istanbul Madrid                                                                                 | Baku Doha Roma | 125º Buenos Aires (7 settembre 2013)   |
| XXXIII   | 2024 dettagli | Parigi                 | Los Angeles                                                                                     | Budapest Roma | 131º Lima (13 settembre 2017)          |
| XXXIV    | 2028 dettagli | Los Angeles            |                                                                                                 | | 131º Lima (13 settembre 2017)          |
| XXXV     | 2032 dettagli | Brisbane               |                                                                                                 | | 138º Tokyo (21 luglio 2021)            |
| XXXVI    | 2036 dettagli | TBA                    | Nusantara Istanbul Ahmedabad Santiago del Cile                                                  | |                                        |

### Giochi olimpici invernali
| Edizione | Anno          | Città candidate                                | Città candidate                                                       | Applicant cities                      | Congresso CIO                            |
| Edizione | Anno          | Città organizzatrice                           | Altre                                                                 | Applicant cities                      | Congresso CIO                            |
| -------- | ------------- | ---------------------------------------------- | --------------------------------------------------------------------- | ------------------------------------- | ---------------------------------------- |
| I        | 1924          | Chamonix                                       |                                                                       |                                       | 19º Losanna (2 giugno 1921)              |
| II       | 1928          | Sankt Moritz                                   | Davos Engelberg                                                       |                                       | 24º Lisbona (6 maggio 1926)              |
| III      | 1932          | Lake Placid                                    | Bear Mountain Denver Duluth Minneapolis Montréal Oslo Yosemite Valley |                                       | 27º Losanna (10 aprile 1929)             |
| IV       | 1936          | Garmisch-Partenkirchen                         | Montréal Sankt Moritz                                                 |                                       | 31º Vienna (7 giugno 1933)               |
|          | 1940          | Sapporo ( Sankt Moritz Garmisch-Partenkirchen) |                                                                       |                                       | 36º Varsavia (9 giugno 1937)             |
|          | 1944          | Cortina d'Ampezzo                              | Montréal Oslo                                                         |                                       | 38º Londra (9 giugno 1939)               |
| V        | 1948          | Sankt Moritz                                   | Lake Placid                                                           |                                       | 39º Losanna (settembre, 1946)            |
| VI       | 1952          | Oslo                                           | Cortina d'Ampezzo Lake Placid                                         |                                       | 40º Stoccolma (21 giugno 1947)           |
| VII      | 1956          | Cortina d'Ampezzo                              | Colorado Springs Lake Placid Montréal                                 |                                       | 43º Roma (28 aprile 1949)                |
| VIII     | 1960          | Squaw Valley                                   | Garmisch-Partenkirchen Innsbruck Sankt Moritz                         |                                       | 50º Parigi (16 giugno 1955)              |
| IX       | 1964          | Innsbruck                                      | Calgary Lahti                                                         |                                       | 55º Monaco di Baviera (26 maggio 1959)   |
| X        | 1968          | Grenoble                                       | Calgary Lahti Lake Placid Oslo Sapporo                                |                                       | 61º Innsbruck (28 gennaio 1964)          |
| XI       | 1972          | Sapporo                                        | Banff Lahti Salt Lake City                                            |                                       | 64º Roma (26 aprile 1966)                |
| XII      | 1976          | Denver ( Innsbruck)                            | Sion Tampere Vancouver-Garibaldi                                      |                                       | 69º Amsterdam (12 maggio 1970)           |
| XIII     | 1980          | Lake Placid                                    | Vancouver-Garibaldi                                                   |                                       | 75º Vienna (23 ottobre 1974)             |
| XIV      | 1984          | Sarajevo                                       | Göteborg Sapporo                                                      |                                       | 80º Atene (18 maggio 1978)               |
| XV       | 1988          | Calgary                                        | Cortina d'Ampezzo Falun                                               |                                       | 84º Baden-Baden (30 settembre 1981)      |
| XVI      | 1992          | Albertville                                    | Anchorage Berchtesgaden Cortina d'Ampezzo Falun Lillehammer Sofia     |                                       | 91º Losanna (17 ottobre 1986)            |
| XVII     | 1994          | Lillehammer                                    | Anchorage Östersund Sofia                                             |                                       | 94º Seul (15 settembre 1988)             |
| XVIII    | 1998          | Nagano                                         | Aosta Jaca Östersund Salt Lake City                                   |                                       | 97º Birmingham (15 giugno 1991)          |
| XIX      | 2002          | Salt Lake City                                 | Östersund Québec Sion                                                 | Graz Jaca Poprad Soči Tarvisio        | 104º Budapest (16 giugno 1995)           |
| XX       | 2006 dettagli | Torino                                         | Sion                                                                  | Helsinki Klagenfurt Poprad Zakopane   | 109º Seul (19 giugno 1999)               |
| XXI      | 2010 dettagli | Vancouver                                      | Berna Pyeongchang Salisburgo                                          | Andorra la Vella Harbin Jaca Sarajevo | 115º Praga (2 luglio 2003)               |
| XXII     | 2014 dettagli | Soči                                           | Pyeongchang Salisburgo                                                | Almaty Borjomi Jaca Sofia             | 119º Città del Guatemala (4 luglio 2007) |
| XXIII    | 2018 dettagli | Pyeongchang                                    | Annecy Monaco di Baviera                                              |                                       | 123º Durban (6 luglio 2011)              |
| XXIV     | 2022 dettagli | Pechino                                        | Almaty                                                                |                                       | 127º Kuala Lumpur (31 luglio 2015)       |
| XXV      | 2026 dettagli | Milano-Cortina d'Ampezzo                       | Stoccolma-Åre                                                         |                                       | 134º Losanna (24 giugno 2019)            |
| XXVI     | 2030 dettagli | Alpi francesi                                  |                                                                       |                                       | 142º Parigi (24 luglio 2024)             |
| XXVII    | 2034 dettagli | Salt Lake City - Utah                          |                                                                       |                                       | 142º Parigi (24 luglio 2024)             |